# Whites City (Nuevo México)
Whites City es un lugar designado por el censo ubicado en el condado de Eddy en el estado estadounidense de Nuevo México. En el Censo de 2010 tenía una población de 7 habitantes y una densidad poblacional de 5,95 personas por km².

## Geografía
Whites City se encuentra ubicado en las coordenadas 32°10′36″N 104°22′27″O / 32.17667, -104.37417. Según la Oficina del Censo de los Estados Unidos, Whites City tiene una superficie total de 1,18 km², de la cual 1,18 km² corresponden a tierra firme y (0%) 0 km² es agua.

## Demografía
Según el censo de 2010, había 7 personas residiendo en Whites City. La densidad de población era de 5,95 hab./km². De los 7 habitantes, Whites City estaba compuesto por el 100% blancos, el 0% eran afroamericanos, el 0% eran amerindios, el 0% eran asiáticos, el 0% eran isleños del Pacífico, el 0% eran de otras razas y el 0% pertenecían a dos o más razas. Del total de la población el 71,43% eran hispanos o latinos de cualquier raza.